# 아서 바이런

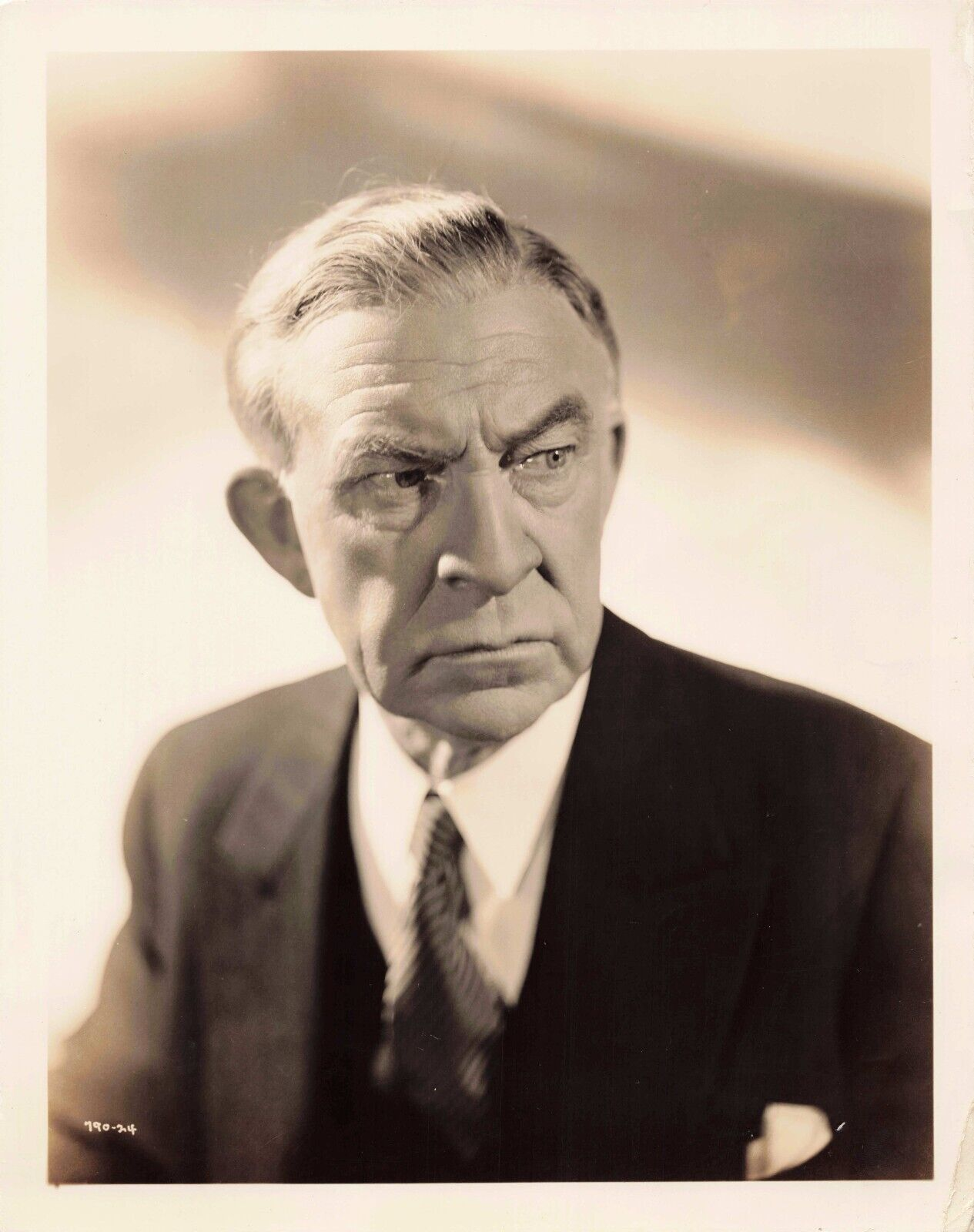

아서 바이런(영어: Arthur Byron, 1872년 4월 3일 ~ 1943년 7월 17일)은 미국의 배우이다.
브루클린에서 태어났으며 할리우드에서 사망하였다.

## 영화
- 상어섬의 죄수 (1936년)
- 오일 포 더 램프 오브 차이나 (1935년)
- 항간의 화제 (1935년)
- 스탠드 업 앤 치어! (1934년)
- 하우스 오브 로칠드 (1934년)
- 지옥의 시장 (1933년)
- 미이라 (1932년)